# 渥美萬奈
渥美萬奈（日语：／ Atsumi Mana，1989年6月15日—）是一名出生於日本靜岡縣的壘球選手，司職游擊手，目前效力於日本壘球聯盟豐田汽車。她曾隨隊參加2020年夏季奧林匹克運動會壘球比賽，結果獲得金牌。

## 獎項
- 日本女子壘球聯盟最佳九人：2回（游擊手部門：2012年、2016年）

## 外部連結
- 渥美萬奈的X（前Twitter）
- 渥美萬奈的Instagram帳戶